# Manfred Beer
Manfred Beer (* 2. Dezember 1953 in Altenberg, Kreis Dippoldiswalde) ist ein ehemaliger deutscher Biathlet. 
Manfred Beer ist verheiratet mit der ehemaligen DDR-Meisterin in der Sportakrobatik, Heidi Beer. Er ist der Vater der inzwischen ebenfalls zurückgetretenen Biathletinnen Katja und Romy Beer. Die Familie betreibt im Altenberger Ortsteil Zinnwald ein Biathloncamp und eine kleine Gaststätte, die Beerenbaude.
Beer holte mit der Staffel der DDR bei den Olympischen Winterspielen 1976 in Innsbruck in der Besetzung Karl-Heinz Menz, Frank Ullrich, Manfred Beer und Manfred Geyer die Bronzemedaille. Außerdem gewann er mit der DDR-Staffel 1978 in Hochfilzen und 1979 in Ruhpolding jeweils den Weltmeistertitel, nachdem er 1977 den dritten Platz erreicht hatte. Bei allen Staffeln war Beer Startläufer und seine Mitstreiter waren Frank Ullrich, Klaus Siebert und Eberhard Rösch (1978 und 1979) sowie Manfred Geyer 1977.